# Philip Naameh
Philip Naameh (Nandom-Ko, 8 settembre 1948) è un arcivescovo cattolico ghanese, dal 12 febbraio 2009 arcivescovo metropolita di Tamale.

## Biografia
Philip Naameh è nato a Nandom-Ko l'8 settembre 1948.

### Formazione e ministero sacerdotale
Ha frequentato il seminario minore "San Carlo" e la scuola secondaria governativa di Tamale dal 1962. Dopo la laurea, ha lavorato in un laboratorio medico per un anno. Nel 1971 è entrato nel seminario maggiore "San Vittorio" di Tamale e ha studiato filosofia e teologia. Dal 1973 al 1976 ha studiato teologia all'Università del Ghana.
Il 16 dicembre 1977 è stato ordinato presbitero. In seguito ha prestato servizio nella parrocchia della cattedrale di Sant'Anna, nel consiglio diocesano dei laici e come direttore di varie scuole. Dal 1981 al 1986 ha studiato in Germania e in Francia. Ha conseguito il dottorato in storia della Chiesa presso la Facoltà di teologia cattolica dell'Università di Münster con Arnold Angenendt. Durante questo periodo è stato collaboratore pastorale nella parrocchia di Sant'Anna a Mecklenbeck. Nel 1986 è tornato in Ghana ed è stato docente presso il seminario maggiore "San Vittorio" fino al 1995. Nel 1992 ha conseguito un master in storia dell'Africa presso la Facoltà di Studi Orientali e Africani dell'Università di Londra.

### Ministero episcopale
Il 3 febbraio 1995 papa Giovanni Paolo II lo ha nominato primo vescovo della nuova diocesi di Damongo. Ha ricevuto l'ordinazione episcopale il 28 maggio successivo dal cardinale Jozef Tomko, prefetto della Congregazione per l'evangelizzazione dei popoli, co-consacranti il vescovo di Ho Francis Anani Kofi Lodonu e l'arcivescovo metropolita di Tamale Gregory Ebolawola Kpiebaya.
In questa diocesi di recente istituzione ha costruito le strutture diocesane e creato un centro per la pace per affrontare i conflitti etnici. Nella Conferenza dei vescovi del Ghana è stato coinvolto nell'ufficio per l'istruzione ed è stato responsabile della commissione per la giustizia e la pace. Dal 1995 al 2004 ha prestato servizio anche come cappellano militare.
Il 12 febbraio 2009 papa Benedetto XVI lo ha nominato arcivescovo metropolita di Tamale.
Nel settembre del 2014 ha compiuto la visita ad limina.
Il 12 settembre 2014, alla cerimonia per l'80º compleanno del suo maestro Arnold Angenendt tenutasi alla Franz-Heat-House di Münster, ha diretto la liturgia dei vespri.
Dal 14 ottobre 2016 al 10 novembre 2022 è stato presidente della Conferenza dei vescovi del Ghana.

## Genealogia episcopale e successione apostolica
La genealogia episcopale è:
- Cardinale Scipione Rebiba
- Cardinale Giulio Antonio Santori
- Cardinale Girolamo Bernerio, O.P.
- Arcivescovo Galeazzo Sanvitale
- Cardinale Ludovico Ludovisi
- Cardinale Luigi Caetani
- Cardinale Ulderico Carpegna
- Cardinale Paluzzo Paluzzi Altieri degli Albertoni
- Papa Benedetto XIII
- Papa Benedetto XIV
- Papa Clemente XIII
- Cardinale Enrico Benedetto Stuart
- Papa Leone XII
- Cardinale Chiarissimo Falconieri Mellini
- Cardinale Camillo Di Pietro
- Cardinale Mieczysław Halka Ledóchowski
- Cardinale Jan Maurycy Paweł Puzyna de Kosielsko
- Arcivescovo Józef Bilczewski
- Arcivescovo Bolesław Twardowski
- Arcivescovo Eugeniusz Baziak
- Papa Giovanni Paolo II
- Cardinale Jozef Tomko
- Arcivescovo Philip Naameh

La successione apostolica è:
- Vescovo Peter Paul Yelezuome Angkyier (2011)
- Vescovo John Alphonse Asiedu, S.V.D. (2019)
- Vescovo Francis Bomansaan, M. Afr. (2024)